# Верхнеланновский сельский совет (Карловский район)
Верхнеланновский сельский совет (укр. Верхньоланнівська сільська рада) — входит в состав
Карловского района
Полтавской области
Украины.
Административный центр сельского совета находится в 
с. Верхняя Ланная.

## Населённые пункты совета
- с. Верхняя Ланная
- с. Редуты
- с. Холодное Плесо